# Chambrage (tournage)
Le chambrage est un usinage réalisé au tour avec un outil à chambrer (similaire à un outil à gorge intérieur, à trois arêtes coupantes). Il s'agit d'un dégagement intérieur. Son rôle peut être :
- de diminuer le temps d'usinage : pour le passage d'un arbre on usine avec précision les portées de roulement (alésage), mais la partie centrale est usinée avec un diamètre supérieur et une précision moindre ;
- permettre un dégagement d'outil.